# 孪叶豆

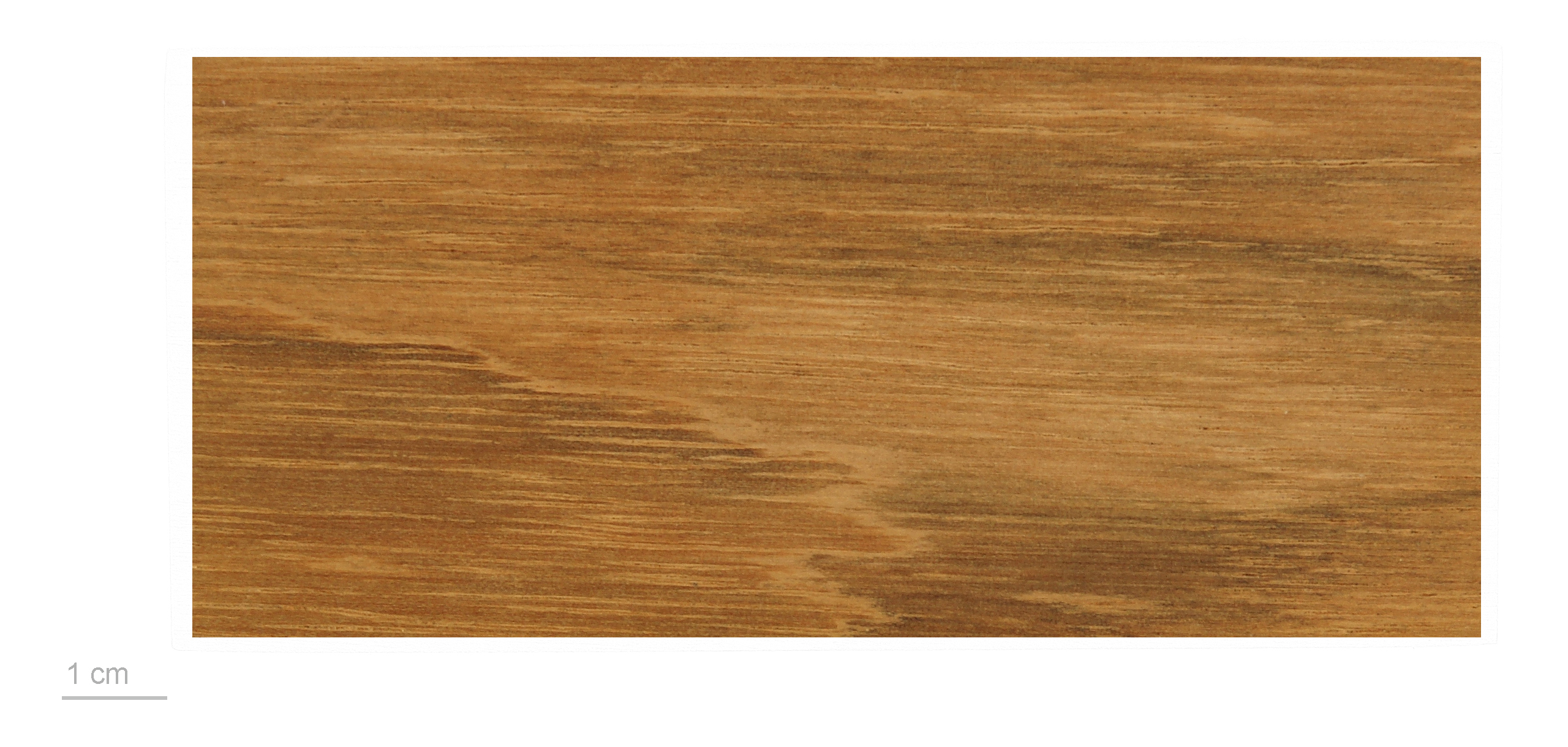
Hymenaea courbaril

孪叶豆（学名：Hymenaea courbaril）为豆科孪叶豆属的植物，又名南美叉叶树。
成分上可對抗發炎、自由基及細菌和黴菌的感染，增加能量，有助於氣喘、支氣管炎、結腸疾病和水腫有益，對於禿頭和促進微血管血液的循環也有效。

## 别名
南美叉叶树（台湾）